# Cal (Unix)

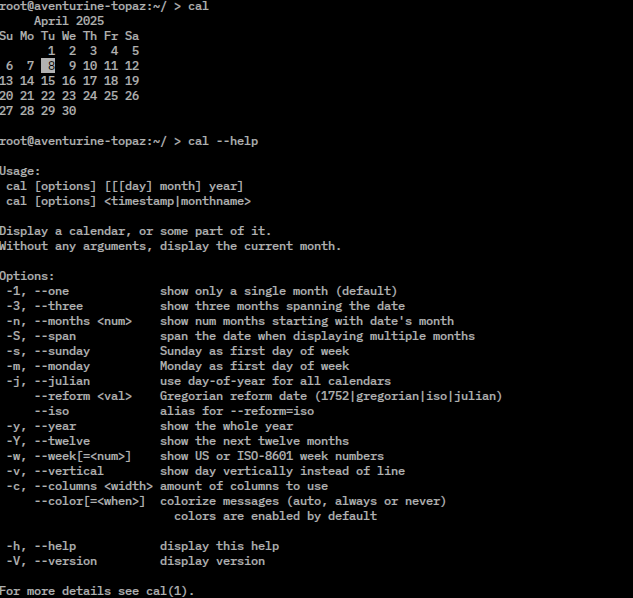
En la imagen se ve una consola en la que se ha ejecutado el comando "cal", después, el apartado ayuda y finalmente la versión.

cal es una instrucción de UNIX que muestra el calendario mensual.
Sin argumentos, cal muestra el calendario del mes actual. Si se indica un argumento, se muestra el calendario de ese año. Si se indican dos argumentos numéricos, el primero se considerará el mes y el segundo el año del calendario a mostrar.
cal -m lo muestra el lunes en la primera columna. Si no se utiliza, el domingo irá en primer lugar.

## Ejemplos
```
cal
    Octubre 2004    
do lu ma mi ju vi sá
                1  2
 3  4  5  6  7  8  9
10 11 12 13 14 15 16
17 18 19 20 21 22 23
24 25 26 27 28 29 30
31

```

```
cal 2006
                             2006                              

       Enero                Febrero                Marzo        
do lu ma mi ju vi sá  do lu ma mi ju vi sá  do lu ma mi ju vi sá
 1  2  3  4  5  6  7            1  2  3  4            1  2  3  4
 8  9 10 11 12 13 14   5  6  7  8  9 10 11   5  6  7  8  9 10 11
15 16 17 18 19 20 21  12 13 14 15 16 17 18  12 13 14 15 16 17 18
22 23 24 25 26 27 28  19 20 21 22 23 24 25  19 20 21 22 23 24 25
29 30 31              26 27 28              26 27 28 29 30 31
                                            
       Abril                  Mayo                 Junio        
do lu ma mi ju vi sá  do lu ma mi ju vi sá  do lu ma mi ju vi sá
                   1      1  2  3  4  5  6               1  2  3
 2  3  4  5  6  7  8   7  8  9 10 11 12 13   4  5  6  7  8  9 10
 9 10 11 12 13 14 15  14 15 16 17 18 19 20  11 12 13 14 15 16 17
16 17 18 19 20 21 22  21 22 23 24 25 26 27  18 19 20 21 22 23 24
23 24 25 26 27 28 29  28 29 30 31           25 26 27 28 29 30
30                                          
       Julio                 Agosto              Septiembre     
do lu ma mi ju vi sá  do lu ma mi ju vi sá  do lu ma mi ju vi sá
                   1         1  2  3  4  5                  1  2
 2  3  4  5  6  7  8   6  7  8  9 10 11 12   3  4  5  6  7  8  9
 9 10 11 12 13 14 15  13 14 15 16 17 18 19  10 11 12 13 14 15 16
16 17 18 19 20 21 22  20 21 22 23 24 25 26  17 18 19 20 21 22 23
23 24 25 26 27 28 29  27 28 29 30 31        24 25 26 27 28 29 30
30 31                                       
      Octubre              Noviembre             Diciembre      
do lu ma mi ju vi sá  do lu ma mi ju vi sá  do lu ma mi ju vi sá
 1  2  3  4  5  6  7            1  2  3  4                  1  2
 8  9 10 11 12 13 14   5  6  7  8  9 10 11   3  4  5  6  7  8  9
15 16 17 18 19 20 21  12 13 14 15 16 17 18  10 11 12 13 14 15 16
22 23 24 25 26 27 28  19 20 21 22 23 24 25  17 18 19 20 21 22 23
29 30 31              26 27 28 29 30        24 25 26 27 28 29 30
                                            31

```

```
cal -m 4 1913
     Abril 1913     
lu ma mi ju vi sá do
    1  2  3  4  5  6
 7  8  9 10 11 12 13
14 15 16 17 18 19 20
21 22 23 24 25 26 27
28 29 30

```